# Claus Schiprowski
Claus Schiprowski, född 21 december 1942 i Gelsenkirchen-Buer i Nordrhein-Westfalen, är en tysk före detta friidrottare.
Schiprowski blev olympisk silvermedaljör i stavhopp vid sommarspelen 1968 i Mexico City.